# Katolickie sanktuarium maryjne w Walsingham

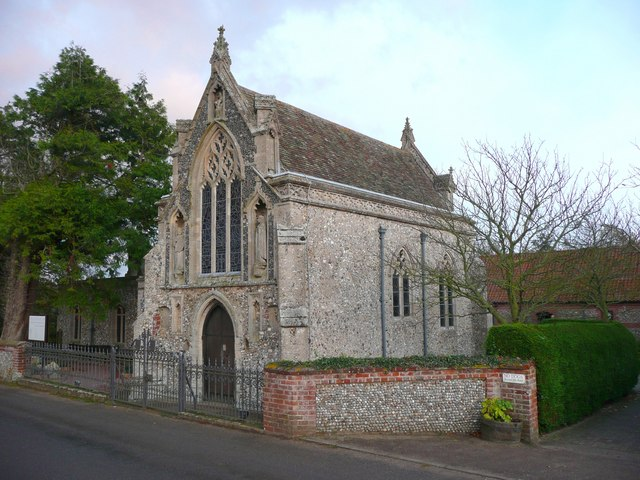
Slipper Chapel

Katolickie Sanktuarium Matki Bożej z Walsingham (ang.: The National Shrine of Our Lady at Walsingham (Roman Catholic Church)), zwane też Angielskim Nazaretem, jest jednym z wielu katolickich sanktuariów maryjnych w Wielkiej Brytanii.

## Historia
W 1061 r. w Walsingham (hrabstwo Norfolk, Anglia) szlachcianka Richeldis de Faverches była świadkiem trzech objawień Matki Bożej, która nakazała jej zbudować w Walsingham replikę domu z Nazaretu, w którym miało miejsce Zwiastowanie. Jednocześnie Maria Panna miała obiecać, że ktokolwiek uda się z pielgrzymką do tego miejsca z prośbą, „nigdy nie odejdzie nie wysłuchany”.
W 1153 r. wokół domu maryjnego zbudowano opactwo augustianów. Kult maryjny koncentrował się na „Świętym Domu”, zawierającym „cudowną” figurę Maryi z Dzieciątkiem. Walsingham stało się jednym z najbardziej popularnych miejsc pielgrzymkowych w Europie: pielgrzymowali tutaj m.in. królowie Henryk III, Edward I (11 razy), Edward II, Edward III, Ryszard II, Edward IV, Henryk VI i Henryk VIII.
Obecny budynek sanktuarium został zbudowany jako kaplica w 1340 r., zwana potocznie „Kaplicą Klapków” (Slipper Chapel). Ta dziwna nazwa pochodzi od dawnej funkcji tej kaplicy. Została ona zbudowana w Houghton St Giles, około 1 mili od Walsingham. W tym miejscu dawni pielgrzymi zdejmowali buty, aby ostatnią „świętą milę” do sanktuarium przejść bosymi stopami.
Erazm z Rotterdamu odwiedził Walsingham w 1513 r. i był pod wrażeniem przepychu i niesłychanego bogactwa Sanktuarium, które było wówczas najważniejszym ośrodkiem kultu maryjnego w Anglii. W 1538 r. król Henryk VIII, na skutek zerwania z katolicyzmem, nakazał zamknięcie opactwa w Walsingham, Święty Dom został spalony, a figura Maryi zabrana do Londynu i tam zniszczona. Resztki zabudowań opactwa były następnie wykorzystywane do celów świeckich.
W 1896 r. panna Charlotte Boyd kupiła „Kaplicę Klapków” i zaczęła jej odbudowę. Figura Maryi z Dzieciątkiem została odtworzona w Oberammergau na podstawie zachowanej pieczęci opactwa. Pierwsza msza od czasów reformacji miała miejsce w kaplicy w święto Wniebowzięcia NMP 15 sierpnia 1934 r., a kilka dni później kardynał Francis Bourne poprowadził pielgrzymkę 10 tysięcy wiernych do kaplicy i ogłosił powstanie Narodowego Sanktuarium Matki Bożej w Walsingham.
W pobliskim kościele St. Mary w 1922 r. powstało anglikańskie sanktuarium maryjne w Walsingham.

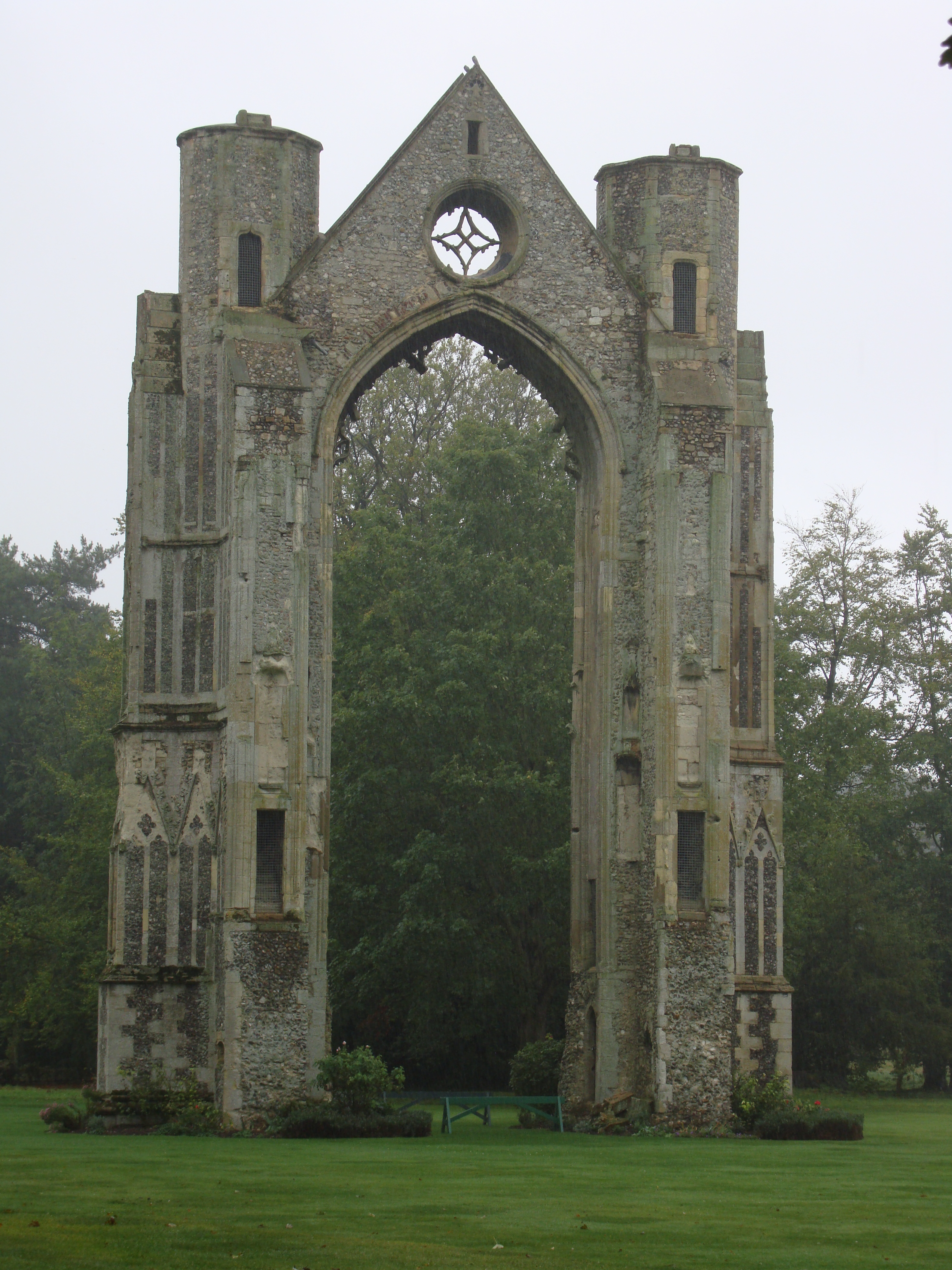
Zachowany fragment ruin dawnego opactwa w Walsingham
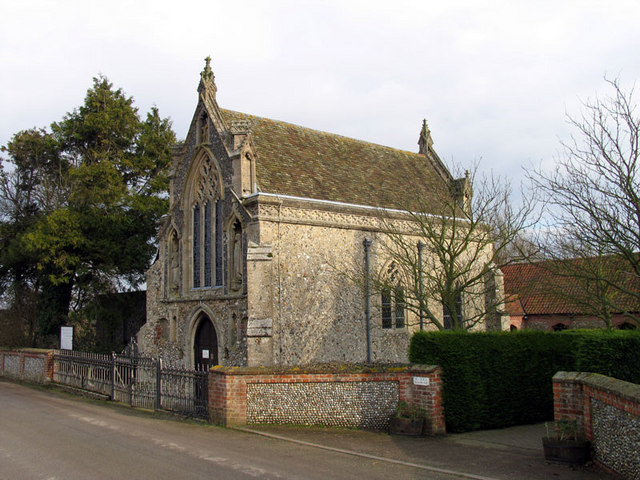
Kaplica z Sanktuarium obecnie
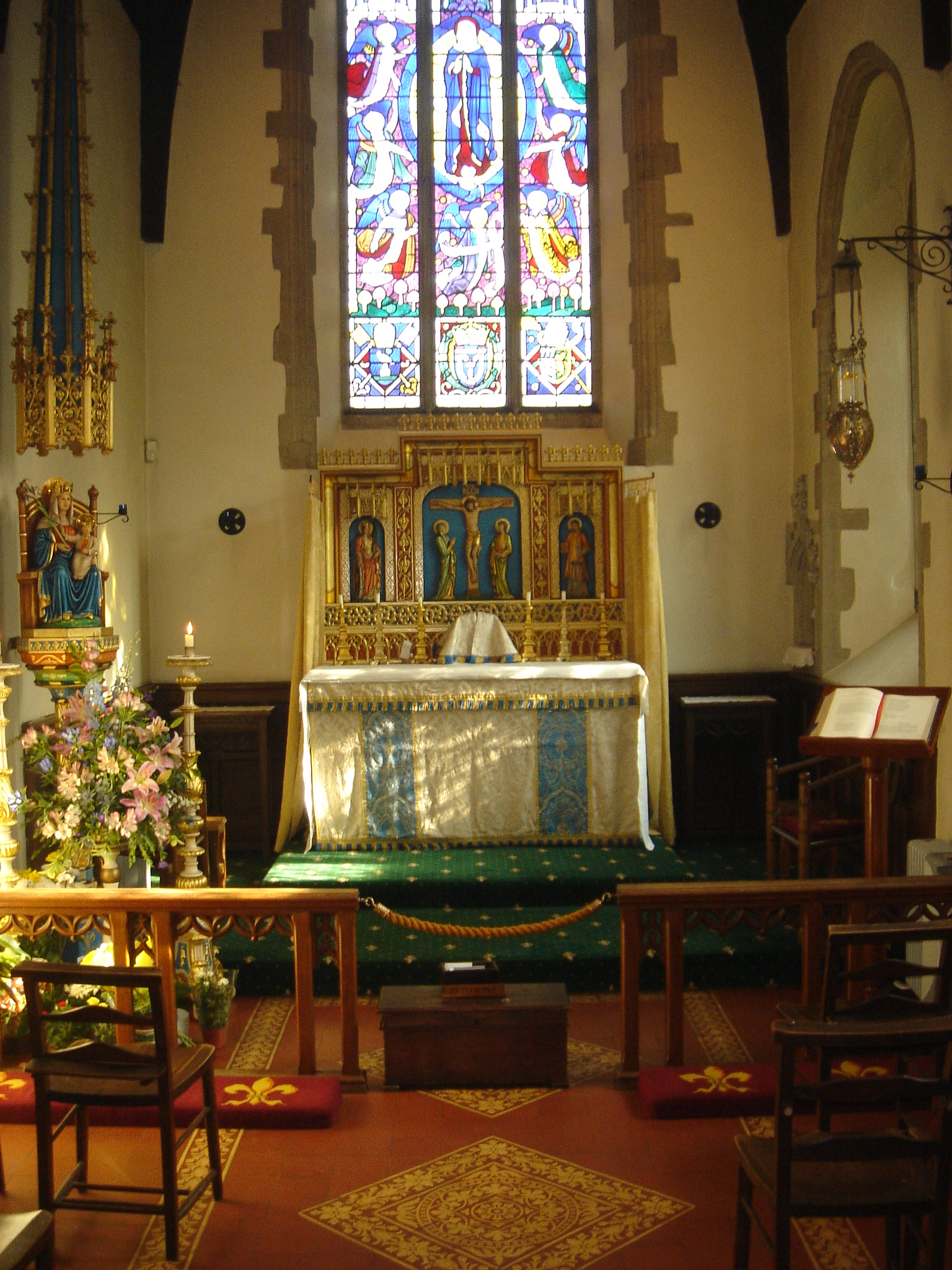
Wnętrze obecnego Sanktuarium
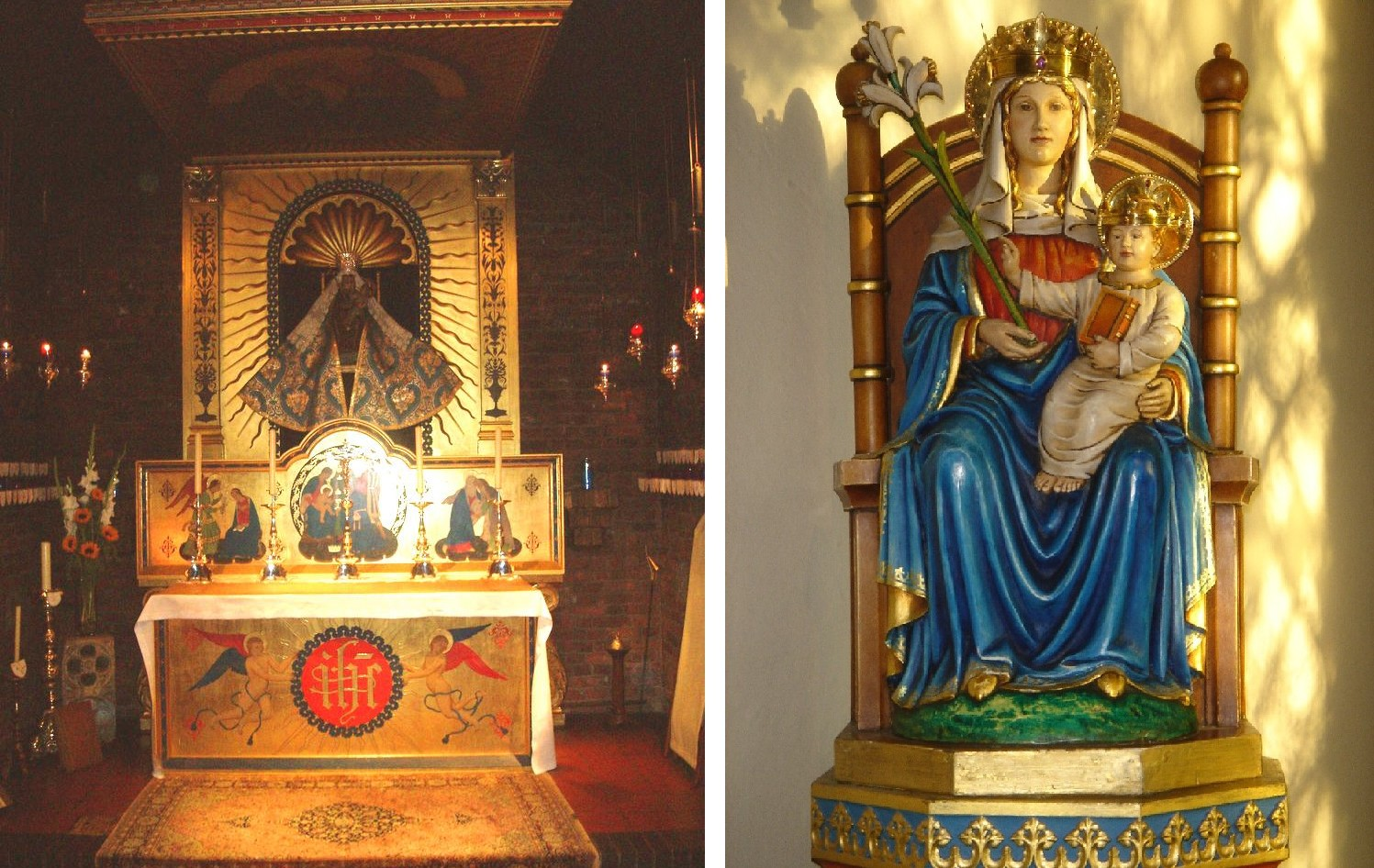
Po prawej katolicka figura Panny Marii z Walsingham, po lewej- jej anglikański odpowiednik